# Mimosiphonops reinhardti
Mimosiphonops reinhardti é uma espécie de anfíbio da família Siphonopidae. É endémica do Brasil.